# Nassarius speciosus
Nassarius speciosus, tên tiếng Anh: purple-lipped dogwhelk, là một loài ốc biển, là động vật thân mềm chân bụng sống ở biển thuộc họ Nassariidae.